# Mirian Zalkalamanidse
Mirian Zalkalamanidse (georgisch მირიან ცალქალამანიძე, russisch Мириан Васильевич Цалкаламанидзе; * 20. April 1927 in Kondoli, Kachetien; † 3. August 2000 in Telawi) war ein georgischer Ringer und für die Sowjetunion Olympiasieger 1956 im Fliegengewicht im freien Stil.

## Leben
Er begann als Jugendlicher in Georgien mit dem Ringen. Er gehörte dem Sportverein Spartak an, entwickelte sich schon in jungen Jahren zu einem hervorragenden Freistilringer. Nachdem er 1954 bei den sowjetischen Meisterschaften im Fliegengewicht gewonnen hatte, wurde er in Länderkämpfen gegen Schweden eingesetzt und besiegte dabei den Weltmeister von 1950 Bengt Johansson und Karl-Erik Andersson jeweils nach Punkten. Daraufhin wurde er zu den Weltmeisterschaften in Tokio entsandt. Er gewann dort zwei Kämpfe und belegte nach Niederlagen gegen die weitaus erfahreneren Ringer Yūshū Kitano aus Japan und Hüseyin Akbaş aus der Türkei den 3. Platz.
1955 gewann Zalkalamanidse das Ringerturnier im freien Stil bei den Weltfestspielen der Jugend in Warschau im Fliegengewicht. Weltmeisterschaften fanden in jenem Jahr nicht statt. 1956 belegte er bei den sowjetischen Meisterschaften im Fliegengewicht hinter I. Karawajew und Georgi Sajadow nur den 3. Platz, wurde aber trotzdem zu den Olympischen Spielen in Melbourne entsandt. Er rechtfertigte das in ihn gesetzte Vertrauen voll, denn er wurde mit vier Siegen Olympiasieger. In diesem Turnier besiegten sich Mirian Zalkalamanidse, Hüseyin Akbas aus der Türkei und Mohammad Ali Khojastepour aus dem Iran gegenseitig. Am Ende der Kämpfe hatten Zalkalamanidse und Hüseyin Akbas jeweils fünf Fehlpunkte und Khojastopour sieben Fehlpunkte. Da Zalkalamanidse einen Sieg mehr als Hüseyin Akbas zu verzeichnen hatte, war er Olympiasieger.
1957 kam Zalkalamanidse auch bei der Weltmeisterschaft in Istanbul zum Einsatz. Ein Unentschieden im entscheidenden Kampf gegen Mehmet Kartal verhinderte seinen Titelgewinn. Hinter Kartal belegte er aber den 2. Platz.
In den Folgejahren konnte er das Gewichtslimit für die Fliegengewichtsklasse nicht mehr bringen. Im Bantamgewicht konnte er sich aber bei den sowjetischen Meisterschaften nicht mehr im Vorderfeld platzieren und kam deshalb zu keinen internationalen Einsätzen mehr.

## Internationale Erfolge
| Jahr | Platz | Wettbewerb                            | Gewichtsklasse | Anmerkungen |
| ---- | ----- | ------------------------------------- | -------------- | --- |
| 1954 | 3.    | WM in Tokio                           | Fliegen        | mit Siegen über Richard Delgado, USA u. Mahmoud Mollaghasemi, Iran u. Niederlagen gegen Yūshū Kitano, Japan u. Hüseyin Akbaş, Türkei               |
| 1955 | 1.    | Weltfestspiele der Jugend in Warschau | Fliegen        | vor Yokojama, Japan u. Mohammad Ali Khojastepour, Iran                                                                                             |
| 1956 | 2.    | World Cup in Istanbul                 | Fliegen        | mit Siegen über André Zoete, Frankreich, Pana Rayut, Iran, Luigi Chinazzo, Italien, Kazuo Jida, Japan u. einer Niederlage gegen Hüseyin Akbas      |
| 1956 | Gold  | OS in Melbourne                       | Fliegen        | mit Siegen über B. Daware, Indien, Tadeshi Asai, Japan, Richard Delgado u. Mohammad Ali Khojastepour u. trotz einer Niederlage gegen Hüseyin Akbaş |
| 1957 | 2.    | WM in Istanbul                        | Fliegen        | mit Siegen über Dzendow, Bulgarien, Luigi Chinazzo u. Boleslaw Klein, Polen u. einem Unentschieden gegen Mehmet Kartal, Türkei                     |